# Catalana Occidente
Catalana Occidente S.A. er et spansk forsikringsselskab. Virksomheden blev etableret i 1864 og har hovedkvarter i Sant Cugat del Vallès ved Barcelona.